# Schatkist (voorwerp)

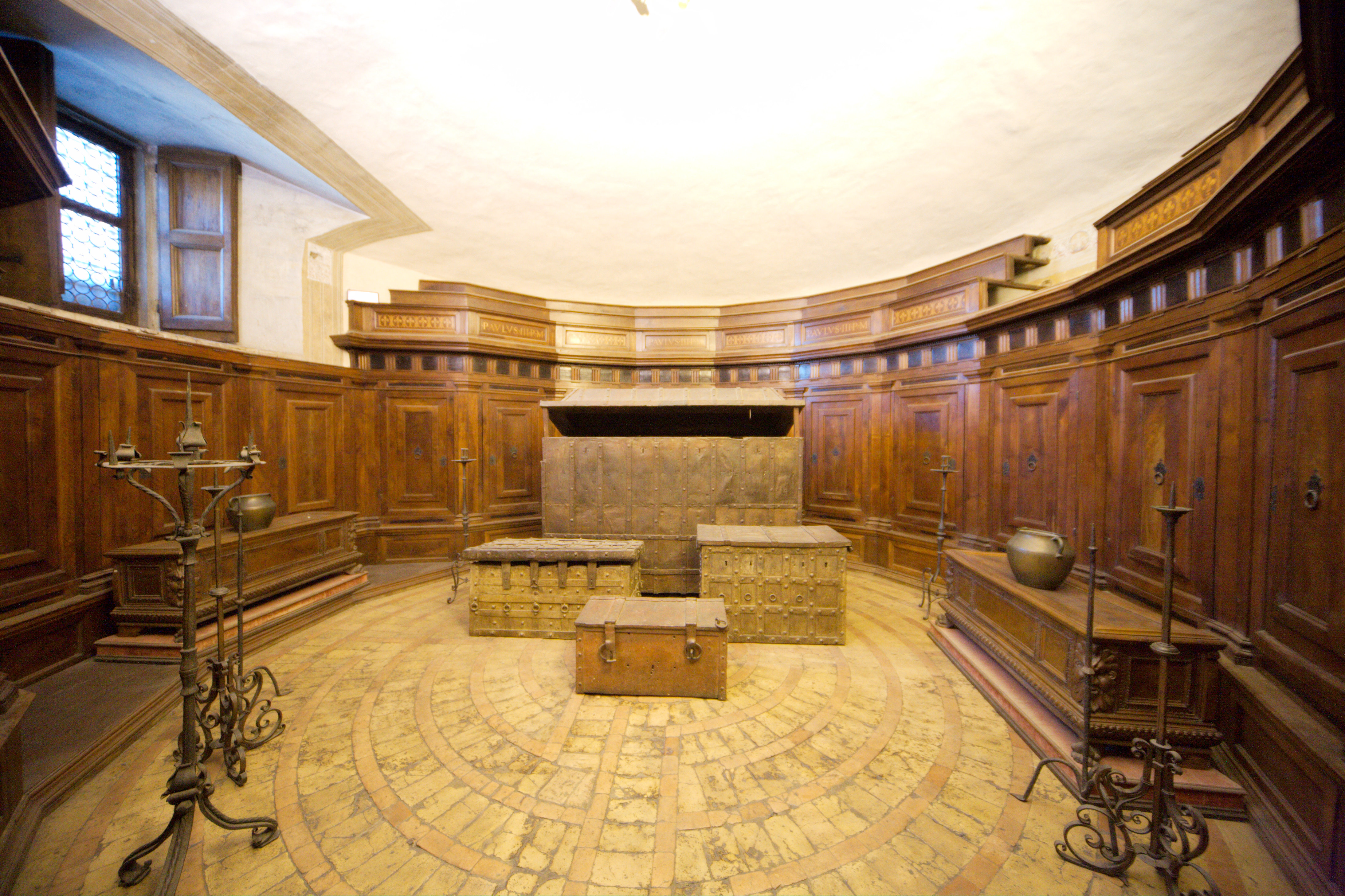
Schatkisten in Castel Sant'Angelo

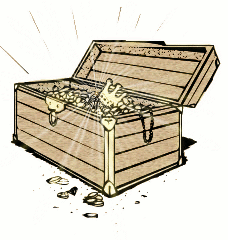
Stereotiepe schatkist zoals die in verhalen wordt gezien

Een schatkist is een kist waarvan verwacht wordt dat er een schat in ligt. Vaak is dit een schat in de vorm van gouden sieraden of munten. De schatkist komt veelvuldig voor in verhalen, en dan vooral in sprookjes en piratenverhalen. 

## Geschiedenis
In de piraterij rond 1600 werden er al verhalen verteld over piraten die hun buit uit veiligheid in kisten begroeven op tropische en afgelegen eilanden. In de meeste verhalen is de enige manier om zo'n schatkist te vinden, een schatkaart te gebruiken die aangeeft waar de kist op het eiland ligt.

## Symboliek
Een schatkist wordt vaak in verhalen gebruikt vanwege haar symboliek: een kist waar "vast wel iets" moois in zit, maar wát weet niemand. De kist wordt vaak gebruikt als symbool voor geheimen. Ook is het woord een synoniem voor de staatsfinanciën. In het verleden, voordat het bancaire stelsel ontstond, werden de belastingontvangsten bewaard in dergelijke kisten.

## Afbeeldingen

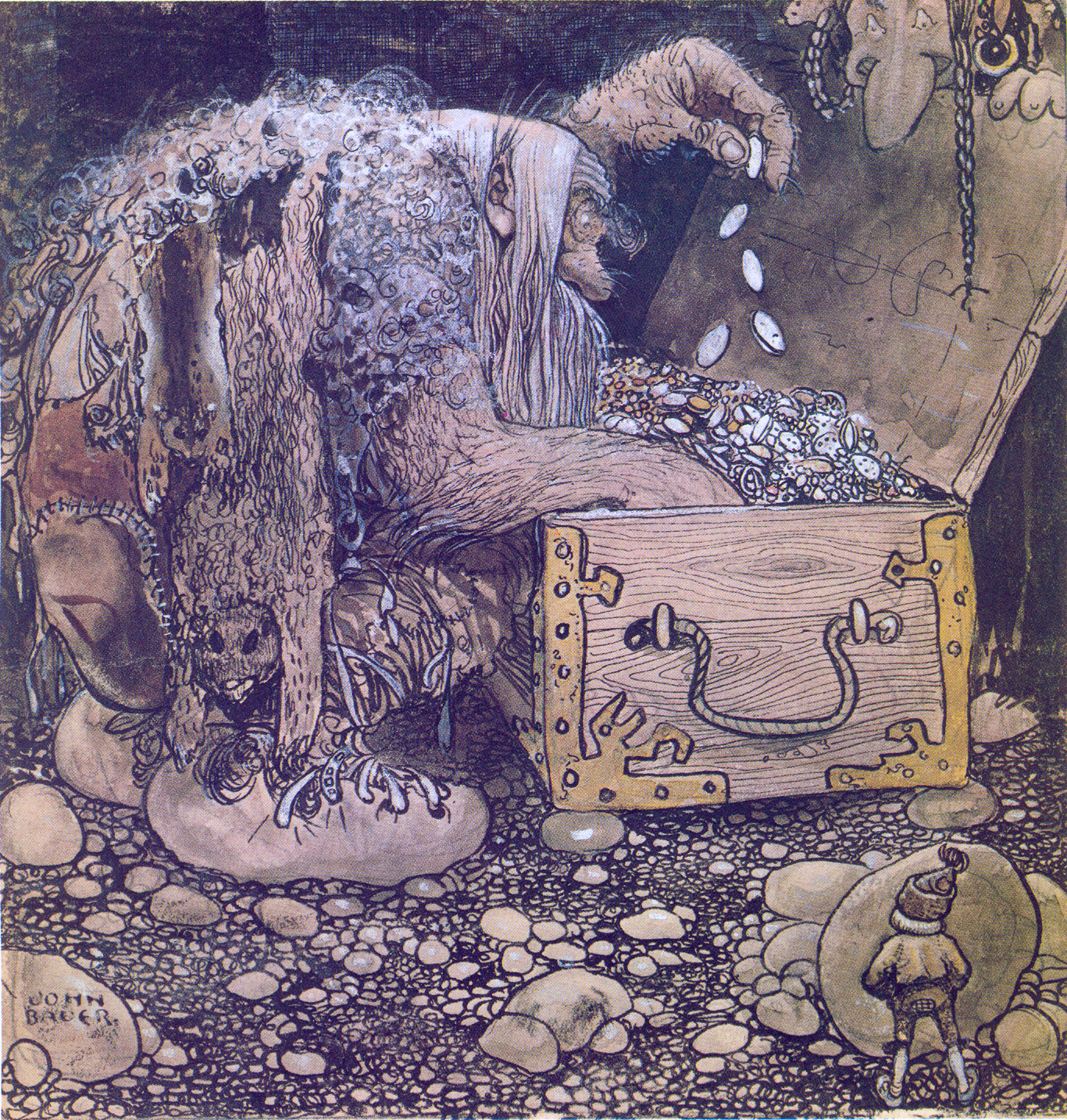
Trol bij schatkist
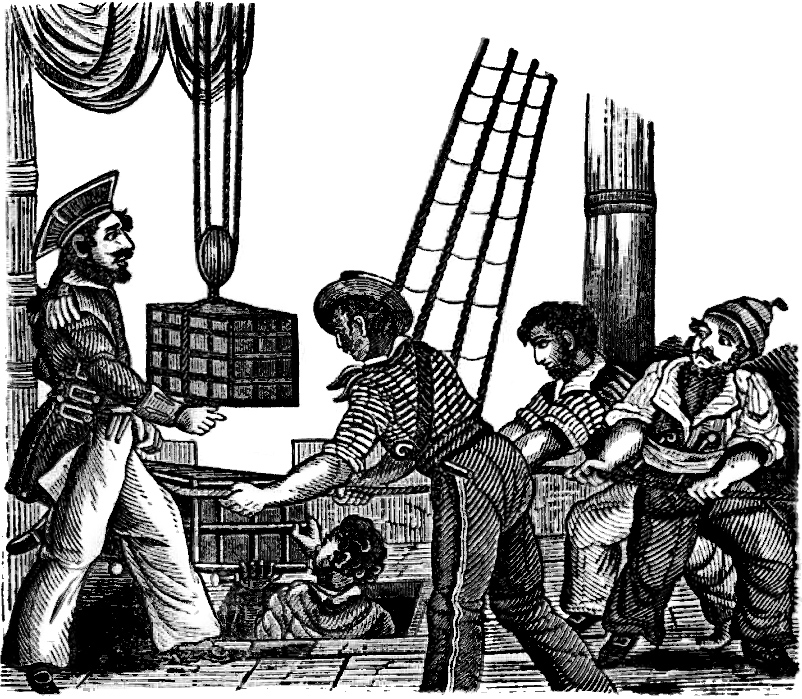
Afbeelding uit The Pirates Own Book